# Garry Disher
Garry Disher (Burna, 15 agosto 1949) è uno scrittore australiano di romanzi gialli.
Nato a Burna, un borgo dell'Australia del sud, nel 1949, ha scritto oltre 40 libri. In Italia ha pubblicato "L'uomo dragon" nel 2005 e "Senza campo" nel 2019, presso la casa editrice Marco Y Marcos.